# Pasir Talang
Pasir Talang is een bestuurslaag in het regentschap Solok Selatan van de provincie West-Sumatra, Indonesië. Pasir Talang telt 3442 inwoners (volkstelling 2010).